# Neonemura
Neonemura is een geslacht van steenvliegen uit de familie Notonemouridae. De wetenschappelijke naam van het geslacht is voor het eerst geldig gepubliceerd in 1919 door Navás.

## Soorten
Neonemura omvat de volgende soorten:
- Neonemura barrosi Navás, 1919
- Neonemura illiesi Zwick, 1972
- Neonemura maculata Vera, 2008